# Бергер, Илана
Илана Бергер (исп. Ilana Berger, ивр. אילנה ברגר‎; род. 31 декабря 1965, Мехико, Мексика) — израильская профессиональная теннисистка мексиканского происхождения.

## Биография
Илана Бергер родилась 31 декабря 1965 в Мехико. Теннисом начала заниматься в возрасте 7 лет.
В конце 80-х годов XX века после двух лет, проведённых в израильской армии Бергер становится профессиональной теннисисткой. За свою карьеру она завоевала 7 титулов ITF в женском одиночном разряде и 15 титулов — в женском парном разряде. Также Бергер 5 раз становилась чемпионкой Израиля.
В 1988 году Бергер приняла участие в женском теннисном турнире на Олимпийских играх в Сеуле, где в первом раунде уступила канадке Джилл Хетерингтон.
В 1998 году при праздновании 50-летия израильской независимости Бергер была названа одной из трёх лучших игроков страны за всю её историю.
С 1986 по 1992 годы в составе команды Израиля провела 26 матчей в рамках Кубка Федерации, одержав 19 побед при 21 поражении.

## Карьера журналистки
В возрасте 26 лет Бергер решила изучать литературу и журналистику. Она 7 лет проработала в качестве спортивного корреспондента газеты «Гаарец». В настоящее время Илана Бергер является главным редактором интернет-сайта спортивного центра Тель-Авивского университета.